# Зоря (Покровський район)
Зоря́ — село Курахівської міської громади Покровського району Донецької області, Україна. З 2024 року у селі ніхто не мешкає.

## Загальні відомості
Відстань до райцентру становить близько 29 км і проходить автошляхом місцевого значення.
Землі села межують із територією с. Слов'янка Великоновосілківського району Донецької області.

## Населення
За даними перепису 2001 року населення села становило 214 осіб, із них 89,25 % зазначили рідною мову українську та 10,75 % — російську.